# Роверела (Ферара)
Роверела је насеље у Италији у округу Ферара, региону Емилија-Ромања.
Према процени из 2011. у насељу је живело 107 становника. Насеље се налази на надморској висини од 10 м.